# Farragut (Iowa)
Farragut es una ciudad ubicada en el condado de Fremont en el estado estadounidense de Iowa. En el Censo de 2010 tenía una población de 485 habitantes y una densidad poblacional de 461,23 personas por km².

## Geografía
Farragut se encuentra ubicada en las coordenadas 40°43′12″N 95°28′51″O / 40.72000, -95.48083. Según la Oficina del Censo de los Estados Unidos, Farragut tiene una superficie total de 1.05 km², de la cual 1.05 km² corresponden a tierra firme y (0%) 0 km² es agua.

## Demografía
Según el censo de 2010, había 485 personas residiendo en Farragut. La densidad de población era de 461,23 hab./km². De los 485 habitantes, Farragut estaba compuesto por el 99.59% blancos, el 0% eran afroamericanos, el 0.21% eran amerindios, el 0% eran asiáticos, el 0% eran isleños del Pacífico, el 0% eran de otras razas y el 0.21% pertenecían a dos o más razas. Del total de la población el 2.27% eran hispanos o latinos de cualquier raza.